# مخزن سد خان‌بلان
مخزن سد خان‌بلان (به لاتین: Khanbulanchay reservoir) یک مخزن سد و دریاچه مصنوعی در جمهوری آذربایجان است که در نزدیکی روستای خان‌بلان در شهرستان لنکران واقع شده‌است. این سد در سال ۱۹۷۶ میلادی به بهره‌برداری رسید.

## داده‌ها
گنجایش کل آب آن ۵۲ میلیون متر مکعب است. ارتفاع سد ۶۴ متر و درازای آن از بالا ۵۵۰ متر است. با راه‌اندازی این مخزن، آبیاری ۲۲۰۰۰ هکتار زمین در منطقه نیمه‌گرمسیری تضمین شد. برای تأمین جریان لازم مخزن، یک ورودی آب از بالادست با سرعت جریان ۱۰ متر مکعب بر ثانیه بر روی رودخانه بشه‌رو ساخته شد. آب از طریق کانال‌های رود خان‌بلان در کرانه راست و چپ، با سرعت جریان ۲.۲ و ۸.۸ متر مکعب بر ثانیه و طول ۷.۸ و ۸.۲ کیلومتر به مناطق آبیاری فراهم می‌شود.

## تاریخچه
در کتاب «تاریخ» که در سال ۱۵۵۴ میلادی نوشته‌ی قاسم بیگ حیاتی تبریزی، منشی کاخ شاه طهماسب، مشخص است که سده‌ها پیش از ساخت سد، در زمان شیخ حیدر، آب انباری به نام خانبلی در این منطقه وجود داشته است.